# Église de l'Assomption de Cologne
L'église de l'Assomption (allemand : St. Mariä Himmelfahrt) est l'église la plus importante de la ville de Cologne en Allemagne, après la cathédrale de Cologne. Elle est située à la Marzellenstraße tout près de la gare centrale de Cologne, juste derrière la cathédrale. L'église est dédiée à l'Assomption de la Vierge Marie et vouée au culte catholique. C'est l'un des rares édifices baroques de la ville restés encore debout, après les destructions de la Seconde Guerre mondiale. La première pierre de l'église est bénite en 1618.
L'église est construite pour desservir le collège jésuite et les fidèles des alentours d'après les plans de l'architecte Christoph Wamser qui avait déjà construit l'église des Jésuites de Molsheim. Wamser en est le maître d'œuvre jusqu'en 1623, puis lui succède Valentin Boltz de Thuringe qui aménage aussi l'intérieur baroque qui est remarquable. L'église est terminée en 1678. Elle souffre de graves dommages des bombardements alliés pendant la Seconde Guerre mondiale. Elle est restaurée de 1949 à 1979.
L'église de l'Assomption est contemporaine de l'église Saint-Michel d'Aix-la-Chapelle construite par les jésuites. La Compagnie de Jésus construit ensuite les églises jésuites de Bonn, Coesfeld et Paderborn. L'église est sécularisée en 1794 par les révolutionnaires français administrant le canton de Cologne. Elle est profanée et transformée en temple dédié à la Décade. Un groupe de citoyens de Cologne, menés notamment par le conseiller municipal Laurenz Fürth, la sauve de la destruction. Après le concordat de 1801 décidé par Napoléon, l'église est de nouveau consacrée et rendue au culte catholique. Elle obtient le statut d'église paroissiale en 1803.

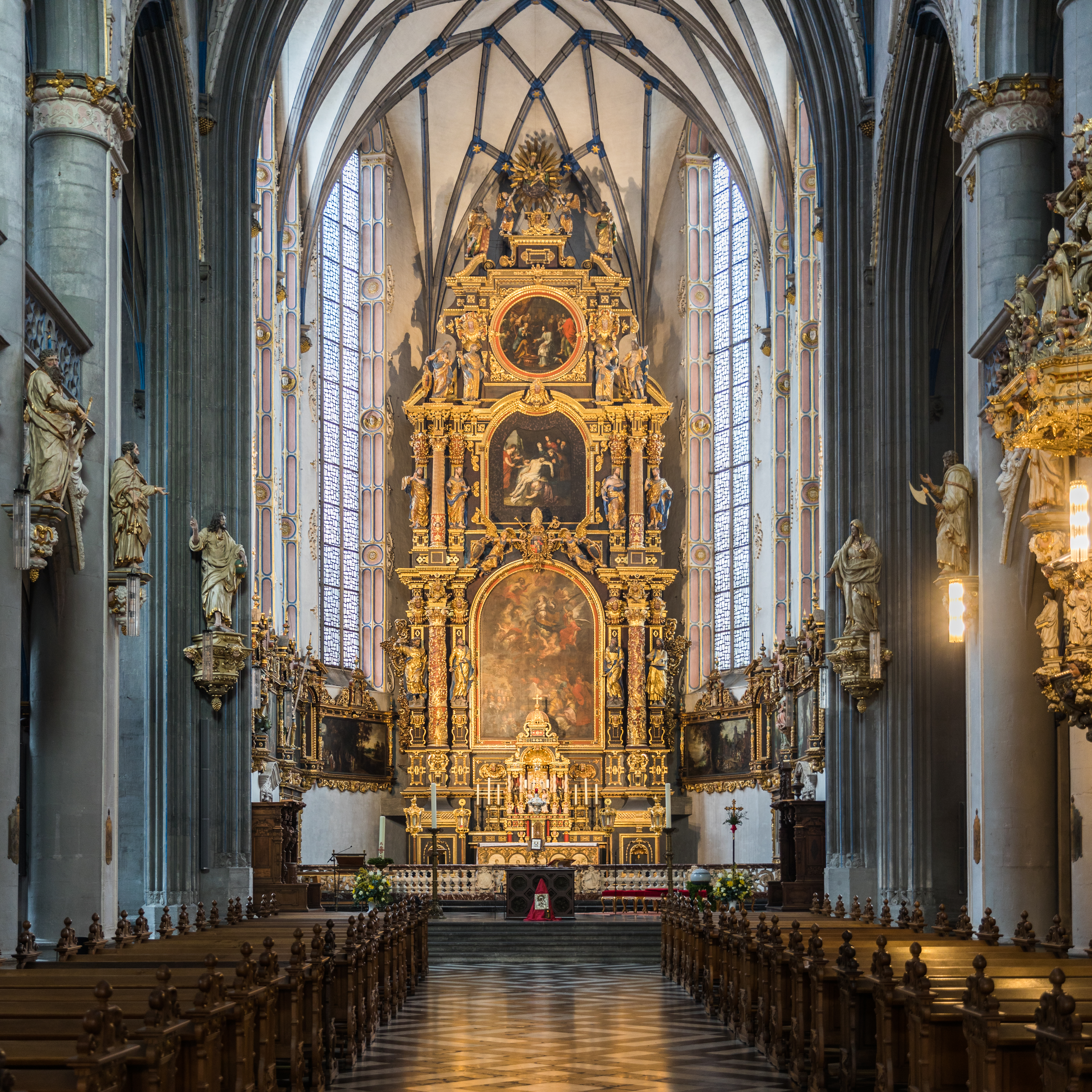
Intérieur de l'église de l'Assomption.

## Source de la traduction
- (de) Cet article est partiellement ou en totalité issu de l’article de Wikipédia en allemand intitulé « St. Mariä Himmelfahrt (Köln) » (voir la liste des auteurs).